# Sogakope
Sogakope (ewe Sogakɔƒe) ist eine Kleinstadt im Südosten Ghanas und der Verwaltungssitz des South Tongu District in der Volta Region. Der Ort hat ca. 5000 Einwohner (2007).

## Geographische Lage
Der Ort liegt am Ostufer des Unterlaufs des Volta etwa 35 km nördlich von dessen Mündung in den Golf von Guinea. Die Nationalstraße N1 von der ghanaischen Hauptstadt Accra nach Lomé in Togo überquert den Volta bei Sogakofe auf der Lower Volta Bridge und führt durch den Ort.

## Fußball-Akademie
Der Ort erlangte ab 2006 eine gewisse Bekanntheit, als die Red Bull GmbH eine dort bestehende Fußballschule übernahm und dort den Klub Red Bull Ghana mit angeschlossener Fußballakademie gründete. Zweck der Fußballschule war das Heranführen junger westafrikanischer Spieler an die von Red Bull unterstützten Vereine in Europa. Im Sommer 2013 schloss Red Bull die Akademie wegen mangelnden Erfolgs. Sie wurde im August 2014 mit der seit 1998 von Feyenoord Rotterdam unterstützten Fußballschule in Fetteh bei Accra fusioniert und fungiert seitdem unter dem Namen West African Football Academy. Eine Herrenmannschaft tritt seit 2015 in der Ghana Premier League in Erscheinung.